# Breckinridge County
Breckinridge County är ett administrativt område i delstaten Kentucky, USA, med 20 059 invånare. Den administrativa huvudorten (county seat) är Hardinsburg. Countyt har fått sitt namn efter senatorn och justitieministern John Breckinridge (1760–1806).

## Geografi
Enligt United States Census Bureau så har countyt en total area på 1 517 km². 1 483 km² av den arean är land och 34 km² är vatten. 

### Angränsande countyn
- Perry County, Indiana - nordväst
- Meade County - nordost
- Hardin County - öst
- Grayson County - syd
- Ohio County - sydväst
- Hancock County - väst